# Tom Dronkert
Tom Dronkert (Dordrecht, 3 december 1944) is een voormalige Nederlandse roeier. Hij vertegenwoordigde Nederland eenmaal op de Olympische Spelen, maar won bij die gelegenheid geen medailles.
In 1968 maakte hij met zijn olympisch debuut op de Spelen van Mexico-Stad op het onderdeel 'vier met stuurman'. Het Nederlandse team werd in de eerste serie van de eliminaties tweede in 7.08,15. In de halve finale eindigden ze als zesde in 7.08,68. Op 18 oktober 1968 eindigden ze in de kleine finale (B-finale) als derde in 6.51,77 achter Roemenië (6.46,68) en Argentinië (6.50,54) en werden hierdoor negende overall.
Dronkert was in zijn actieve tijd als sportman aangesloten bij de Utrechtse studentenroeivereniging Triton. Met dezelfde ploeg van 1968 won hij voor die vereniging eerder in 1967 al de Varsity.

## Palmares

### Roeien (vier met stuurman)
- 1968: 3e B-finale OS - 6.51,77

Herman Rouwé · 
Erik Hartsuiker · 
Berend Brummelman · 
Tom Dronkert · 
Otto Weekhout (stuurman)